# Satonda
Satonda (Pulau Satonda en indonésien) est une île inhabitée d'Indonésie située au nord de l'île de Sumbawa, dans la province de Nusa Tenggara occidental. 

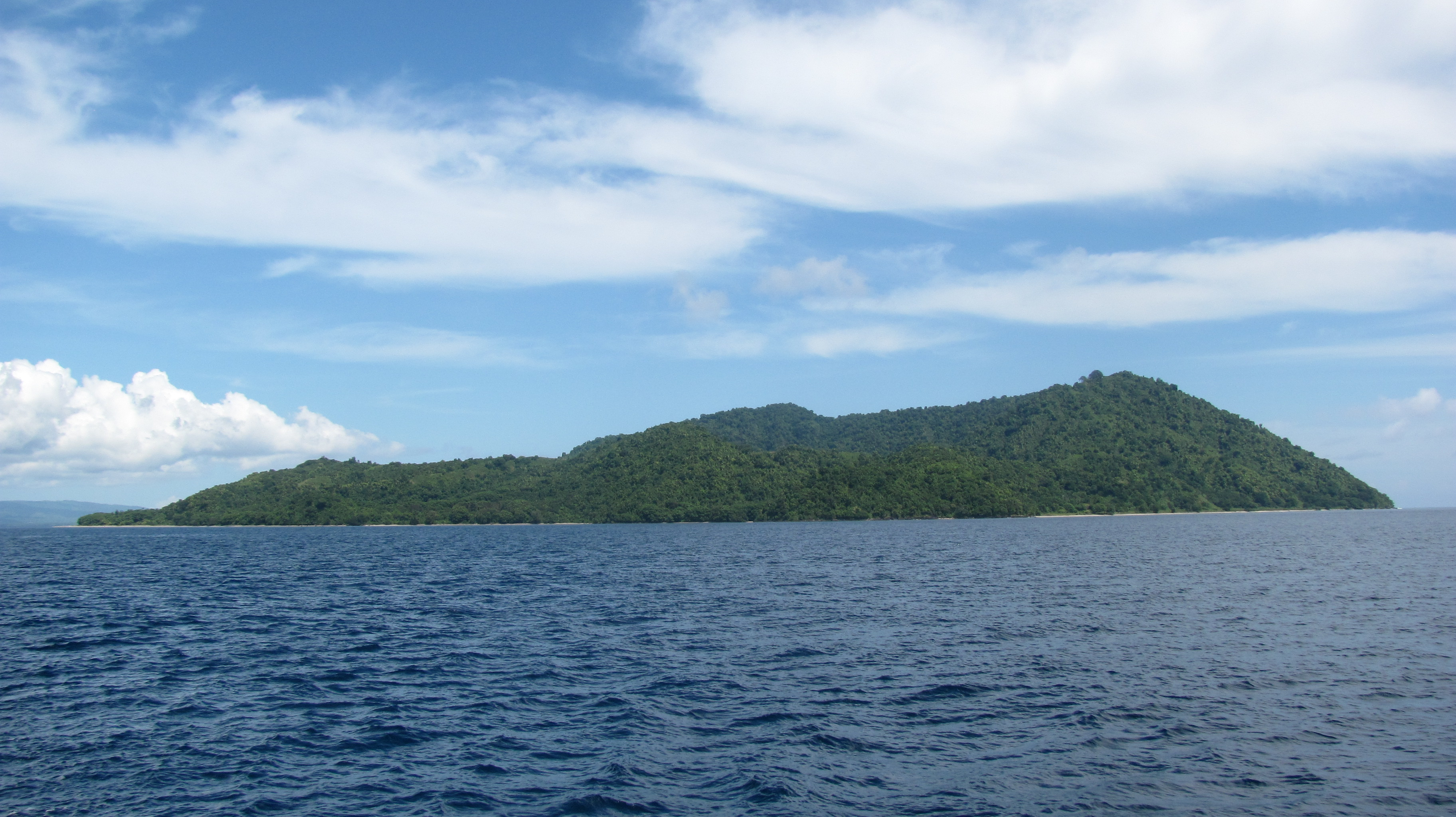
Satonda vue du nord

L'île a une superficie de 4,8 km². Son point culminant est à 289 m au-dessus du niveau de la mer. 
Satonda est d'origine volcanique. En son milieu se trouve un cratère rempli d'eau d'environ 150 m sur 200 m et d'une profondeur de 70 m. 
Lorsque, en 1815, l'éruption du volcan Tambora sur l'île voisine de Sumbawa a déclenché un tsunami, l'eau de mer a pénétré dans le cratère qui abritait auparavant un lac de cratère d'eau douce. Satonda est boisée, mais possède une plage de sable avec une jetée plus petite, d'où un sentier pavé mène au cratère. La construction d'un complexe hôtelier est prévue. Satonda est entourée d'un vaste récif de corail.